# Michael Bormann

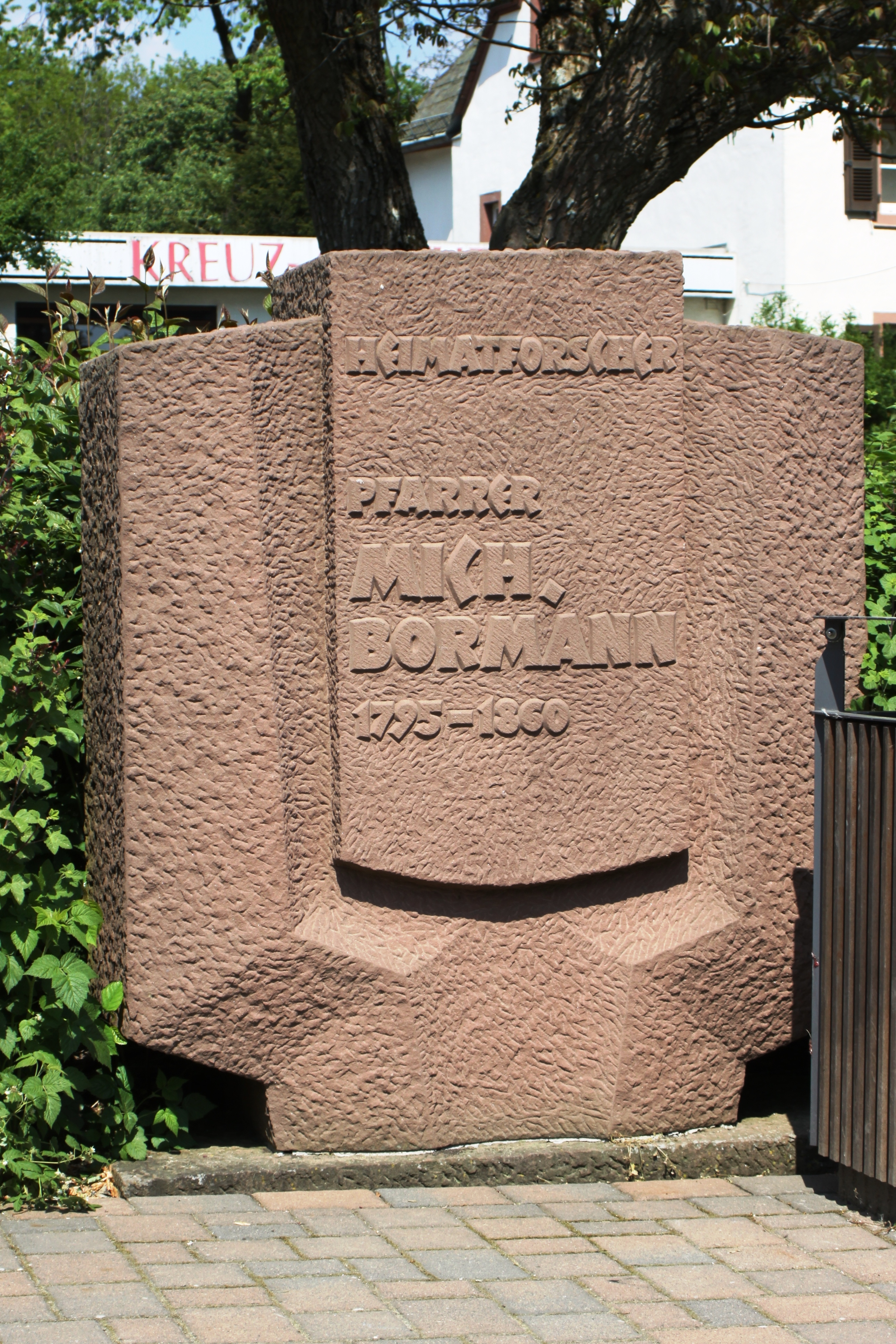
Gedenkstein Michael Bormann in Daleiden

Michael Bormann (* 6. Februar 1795 in Hollnich; † 27. April 1860 in Daleiden in der Eifel) war Pfarrer, Heimatforscher und Geschichtsschreiber des Islek. Nach ihm sind die Pfarrer-Michael-Bormann-Grundschule und eine Straße in Daleiden benannt.
Bormann war von 1819 bis 1821 Kaplan in der Gemeinde Nittel. Ab 1821 war er Pfarrer in Daleiden. Am 13. Februar 1823 wurde er zum Local–Schulinspektor des V. Inspections–Berings im Kreis Bitburg-Prüm ernannt.

## Schriften
- Allgemeine Pfarrgeschichte der Pfarrei Daleiden und der umliegenden Pfarreien, von ihrem Entstehen bis 1830. Ms. im Bistumsarchiv Trier Abt. 95 Nr. 309.
- Allgemeine Familienregister der ehemaligen Pfarrei Daleiden. 4 Bde., 1835. Ms. im Pfarrarchiv Daleiden.
- Beitrag zur Geschichte der Ardennen. 2 Bde. Trier 1841–1842.
- Beiträge zur Geschichte der Ardennen. 1852, Ms. im Archiv des großherzogl. luxemb. Instituts, Sektion für Geschichte, Nr. 155.
- Autor der ersten Geschichte des Klöppelkrieges.